# Ateralphus subsellatus
Ateralphus subsellatus là một loài bọ cánh cứng trong họ Cerambycidae.